# Port lotniczy Lyon-Saint-Exupéry
Port lotniczy Lyon-Saint-Exupéry (fr.: L’aéroport Lyon-Saint-Exupéry, IATA: LYS, ICAO: LFLL, daw. znany jako Port lotniczy Lyon-Satolas) – międzynarodowy port lotniczy położony w miejscowości Colombier-Saugnieu, 25 km na wschód od Lyonu, w departamencie Rodan (fr. Rhône). Pod względem liczby odprawianych pasażerów plasuje się on – po paryskich Roissy-Charles de Gaulle i Orly oraz po nicejskim Côte d’Azur – na 4. miejscu we Francji. Port ten posiada trzy terminale pasażerskie o łącznej przepustowości około 9,6 miliona pasażerów rocznie. W 2011 po raz pierwszy przekroczył próg 8 milionów obsłużonych pasażerów w ciągu jednego roku. W 2023 liczba pasażerów wzrosła do blisko 10 mln.

## Położenie
Port lotniczy Lyon-Saint-Exupéry mieści się na granicach kilku niedużych miejscowości i gmin. Głównie w Colombier-Saugnieu, położonej 25 km na wschód od Lyonu, ale także (w mniejszym stopniu) w gminach takich jak: Pusignan, Genas, Saint-Bonnet-de-Mure. Tereny należące do właściciela portu zajmują powierzchnię 2000 hektarów, z czego 900 hektarów ziemi jest niezagospodarowane.
Lotnisko leży w odległości 75 km od Saint-Étienne, 85 km od Chambéry oraz 90 km od Grenoble.

## Linie lotnicze i połączenia
| Linia Lotnicza        | Kierunek |
| --------------------- | --- |
| Aegean Airlines       | Sezonowo: 1. Ateny 2. Heraklion |
| Aer Lingus            | 1. Dublin Sezonowo: 1. Cork |
| Air Algerie           | 1. Algier 2. Annaba 3. Batina 4. Bidżaja 5. Biskira 6. Konstantyna 7. Oran 8. Satif 9. Tilimsan |
| Air Arabia Maroc      | 1. Casablanca 2. Fez 3. Tanger 4. Tetuan Sezonowo: 1. Oujda |
| Air Cairo             | Sezonowo: 1. Luksor |
| Air Canada            | 1. Montreal-Trudeau |
| Air Corsica           | 1. Ajaccio 2. Bastia Sezonowo: 1. Calvi 2. Figari |
| Air Dolomiti          | 1. Frankfurt Sezonowo: 1. Monachium |
| Air France            | 1. Amsterdam 2. Biarritz 3. Bordeaux 4. Brest-Bretagne 5. Caen 6. Lille 7. Marsylia 8. Nantes 9. Nicea 10. Paryż-Charles de Gaulle 11. Pau 12. Rennes 13. Strasburg 14. Tuluza Sezonowo: 1. Ajaccio 2. Bastia 3. Brive 4. Calvi 5. Figari |
| Air Montenegro        | 1. Podgorica |
| Air Serbia            | 1. Belgrad |
| Air Transat           | 1. Montreal-Trudeau |
| AJet                  | 1. Stambuł-Sabiha Gökçen |
| ASL Airlines France   | 1. Algier |
| Austrian Airlines     | 1. Wiedeń |
| British Airways       | 1. Londyn-Heathrow Sezonowo: 1. Londyn-Gatwick |
| Brussels Airlines     | 1. Bruksela |
| Chalair Aviation      | 1. Limoges |
| Corsair International | 1. Reunion Sezonowo: 1. Pointe-à-Pitre |
| Croatia Airlines      | Sezonowo: 1. Split |
| EasyJet               | 1. Ateny 2. Barcelona 3. Birmingham 4. Bordeaux 5. Brest-Bretagne 6. Budapeszt 7. Kopenhaga 8. Edynburg 9. Faro 10. Madera 11. Hurghada 12. La Rochelle 13. Lanzarote 14. Lizbona 15. Londyn-Gatwick 16. Londyn-Luton 17. Malaga 18. Marrakesz 19. Nantes 20. Neapol 21. Porto 22. Praga 23. Rzym-Fiumicino 24. Teneryfa-Południe 25. Tuluza 26. Wenecja Sezonowo: 1. Agadir 2. Ajaccio 3. Bastia 4. Belfast-International 5. Berlin 6. Biarritz 7. Bristol 8. Cagliari 9. Calvi 10. Katania 11. Chania 12. Korfu 13. Dubrownik 14. Figari 15. Ibiza 16. Kos 17. Liverpool 18. Manchester 19. Menorka 20. Mykonos 21. Olbia 22. Palermo 23. Palma de Mallorca 24. Split |
| Emirates              | 1. Dubaj |
| Eurowings             | 1. Düsseldorf |
| FlyOne                | 1. Erywań |
| Iberia                | 1. Madryt |
| Jet2.com              | Sezonowo: 1. Manchester |
| KLM                   | 1. Amsterdam |
| LOT                   | 1. Warszawa-Chopin |
| Lufthansa             | 1. Frankfurt 2. Monachium |
| Norwegian Air Shuttle | Sezonowo: 1. Sztokholm-Arlanda |
| Nouvelair             | Sezonowo: 1. Dżerba 2. Monastyr 3. Tunis |
| Pegasus Airlines      | 1. Stambuł-Sabiha Gökçen |
| Qatar Airways         | 1. Doha |
| Royal Air Maroc       | 1. Casablanca 2. Marrakesz |
| Royal Jordanian       | 1. Amman |
| SAS                   | 1. Kopenhaga (od 4 kwietnia 2025) |
| Sky Express           | Sezonowo: 1. Heraklion |
| Sun d'Or              | 1. Tel Awiw |
| SunExpress            | Sezonowo: 1. Antalya 2. Izmir |
| TAP Portugal          | 1. Lizbona |
| Transavia             | 1. Agadir 2. Algier 3. Bejrut 4. Bidżaja 5. Casablanca 6. Erywań 7. Fez 8. Konstantyna 9. Madera 10. Stambuł 11. Marrakesz 12. Monastyr 13. Oran 14. Oujda 15. Porto 16. Sal 17. Tel Awiw 18. Tirana 19. Tunis Sezonowo: 1. Ajaccio (od 19 kwietnia 2025) 2. Alicante 3. Amman 4. Ateny 5. Bari 6. Bastia (od 19 kwietnia 2025) 7. Katania 8. Chania (od 20 kwietnia 2025) 9. Dakar-Diass 10. Dżerba 11. Faro 12. Gran Canaria 13. Heraklion 14. Hurghada 15. Ibiza 16. Malaga 17. Menorka 18. Olbia 19. Palermo 20. Palma de Mallorca 21. Pafos (od 12 lipca 2025) 22. Rodos 23. Santorini 24. Sewilla 25. Sztokholm-Arlanda 26. Teneryfa-Południe 27. Walencja        |
| Tunisair              | 1. Dżerba 2. Monastyr 3. Tunis |
| Turkish Airlines      | 1. Stambuł |
| Twin Jet              | 1. Mediolan-Malpensa 2. Pau 3. Zurych 4. Strasburg (od 31 marca 2025) |
| Volotea               | 1. Ateny 2. Berlin 3. Fuerteventura 4. Gran Canaria 5. Hamburg 6. Lanzarote 7. Malaga 8. Nantes 9. Praga 10. Teneryfa-Południe 11. Walencja 12. Wenecja Sezonowo: 1. Ajaccio 2. Alicante 3. Bari 4. Bastia 5. Mediolan-Bergamo 6. Bilbao 7. Caen 8. Cagliari 9. Korfu 10. Dubrownik 11. Faro 12. Figari 13. Florencja 14. Heraklion 15. Madryt 16. Menorka 17. Olbia 18. Palermo 19. Palma de Mallorca 20. Santorini 21. Satif 22. Split 23. Strasburg (od 4 kwietnia 2025) |
| Vueling               | 1. Barcelona 2. Malaga Sezonowo: 1. Palma de Mallorca |
| Wizz Air              | 1. Bukareszt 2. Kluż-Napoka 3. Kraków 4. Rzym-Fiumicino 5. Tirana Sezonowo: 1. Londyn-Gatwick |